# پوکارا (کوسکو)
پوکارا (به اسپانیایی: Pukara) یک کوه در پرو است که در پرو واقع شده‌است. پوکارا ۳٬۸۸۰ متر بالاتر از سطح دریا واقع شده‌است.